# (8127) Beuf
(8127) Beuf – planetoida z grupy pasa głównego asteroid okrążająca Słońce w ciągu 4 lat i 26 dni w średniej odległości 2,55 au. Została odkryta 27 kwietnia 1967 roku w Obserwatorium Féliksa Aguilara przez Carlosa Cesco. Nazwa planetoidy pochodzi od Francisco Beufa (1834-1889), francuskiego astronoma, pierwszego dyrektora La Plata Observatory. Przed nadaniem nazwy planetoida nosiła oznaczenie tymczasowe (8127) 1967 HA.